# O Inverno do Nosso Descontentamento
The Winter of Our Discontent (Brasil: O inverno da nossa desesperança / Portugal: O Inverno do Nosso Descontentamento) é o último romance de John Steinbeck, tendo sido publicado em 1961. O título é uma referência às duas primeiras estrofes de Richard III de William Shakespeare: "agora é o inverno do nosso descontentamento / tornado em glorioso verão por este sol [ou filho] de York".

## Resumo do Enredo
A história diz respeito principalmente a Ethan A. Hawley, um antigo membro da classe aristocrática de Long Island. O pai de Ethan já falecido havia perdido a fortuna da família e, em consequência, Ethan trabalha agora como empregado de balcão numa loja. A sua esposa Mary e os filhos ressentem-se do seu estatuto social e económico medíocre e não valorizam a honestidade e integridade que Ethan se esforça por manter numa sociedade corrupta. Estes fatores pressionantes externos, bem como a sua própria turbulência psicológica, levam a que Ethan negligencie os seus padrões normais de integridade a fim de recuperar o estatuto social e a riqueza de que usufruiu em tempos.

## Personagens principais
- Ethan Allen Hawley – um empregado de balcão numa loja (protagonista da história)
- Mary Hawley – a esposa de Ethan
- Allen and Ellen Hawley – os seus filhos adolescentes
- Danny Taylor – amigo de infância de Ethan e o bêbado da cidade
- Joey Morphy – tesoureiro de banco e playboy da cidade
- Margie Young-Hunt – sedutora de meia-idade e amiga de Mary
- Mr. Baker – gerente bancário
- Alfio Marullo – imigrante italiano proprietário da mercearia

## Significado literário e crítica
No Atlantic Monthly, Edward Weeks analisou imediatamente O Inverno do Nosso Descontentamento que considerou como um clássico de Steinbeck: "O seu diálogo está cheio de vida, o enredo sobre Ethan é engenhoso e a moralidade neste romance marca o regresso de Mr. Steinbeck à disposição e preocupação com que escreveu As Vinhas da Ira
A Academia Sueca concordou e em 1962 concedeu a Steinbeck o Prémio Nobel da Literatura. O discurso de apresentação pelo Secretário Anders Österling assinalou concretamente cinco livros publicados de 1935 a 1939 e continuou assim:

Nesta breve apresentação, não é possível tratar, seja em que medida for, trabalhos individuais que Steinbeck produziu mais tarde. Se às vezes os críticos pareciam notar certos sinais de quebra de poder, de repetições que podiam apontar para uma diminuição da vitalidade, Steinbeck desmentiu os seus medos muito enfaticamente com o Inverno do Nosso Descontentamento (1961), um romance publicado no ano passado. Nele atingiu o mesmo padrão que estabeleceu em As Vinhas da Ira. Novamente mantém a sua posição como mostruário independente da verdade com um instinto imparcial pelo que é genuinamente americano, seja isso bom ou mau.

Alguns comentadores contudo ficaram desapontados. Alguns anos mais tarde Peter Lisca considerou Inverno "a prova inegável do falhanço estético e filosófico da ficção tardia do escritor".
Em várias cartas para amigos antes e após a sua publicação, Steinbeck declarou que escreveu o romance para abordar a degeneração moral da cultura americana nas décadas de 1950 e 1960. A crítica americana do seu moralismo começou a mudar na década de 1970, após o escândalo Watergate; eis como Reloy Garcia descreve a sua reavaliação da obra quando solicitado a actualizar o seu Guia de Estudo original sobre Inverno: "O livro que tão impetuosamente critiquei então como de certo modo limitado, agora parece-me um estudo profundamente penetrante da situação na América. Eu não sabia, na época, que vivíamos nesse contexto,"e atribui essa mudança de espírito à "nossa própria experiência enriquecida".
Em 1983, Carol Ann Kasparek criticou o personagem Ethan pela sua inverosimilhança e ainda o tratamento por Steinbeck da decadência moral americana como superficial, embora aprovasse os elementos míticos da história.
Numa conferência a celebrar o centenário do nascimento de Steinbeck, Stephen K. George declarou: "Com estes autores [Bellow, Weeks e Gannett] considero que, dada a sua complexidade a vários níveis, o enredo artístico e a clara finalidade moral, O Inverno do Nosso Descontentamento encontra-se no escalão superior da ficção de Steinbeck, ao lado de Ratos e Homens, Cannery Row, A Leste do Paraíso, e, claro, As Vinhas da Ira.
Este romance foi o último que Steinbeck concluiu antes da sua morte em 1968; The Acts of King Arthur and His Noble Knights e o guião de Zapata foram ambos publicados postumamente ainda inacabados.

## Adaptação a filme
Com base no romance foi produzido um filme para televisão pela Hallmark Hall of Fame em 1983 tendo nos principais papeis Donald Sutherland, Teri Garr, e Tuesday Weld.

## Leituras adicionais
- Clancy, Charles. "Light in The Winter of Our Discontent." Steinbeck Quarterly 9.03-04 (Summer/Fall 1976): 91-101
- Hayashi, Tetsumaro. "Steinbeck's Winter as Shakespearean Fiction." Steinbeck Quarterly 12.03-04 (Summer/Fall 1979): 107-115
- Meyer, Michael J. "Transforming Evil to Good: The Image of Iscariot in Winter of Our Discontent." Steinbeck Quarterly 26.03-04 (Summer/Fall 1993): 101-111.
- Stone, Donald. "Steinbeck, Jung, and The Winter of Our Discontent." Steinbeck Quarterly 11.03-04 (Summer/Fall 1978): 87-96
- Valenti, Peter. "Steinbeck's Geographical Seasons: The Winter of Our Discontent." Steinbeck Quarterly 26.03-04 (Summer/Fall 1993): 111-117.
- Verdier, Douglas L. "Ethan Allen Hawley and the Hanged Man: Free Will and Fate in The Winter of Our Discontent." Steinbeck Quarterly 15.01-02 (Summer/Fall 1982): 44-50